# Addison Forbes-Montgomery
Pour les articles homonymes, voir Forbes (homonymie) et Montgomery.
Dr Addison Adrianne Forbes-Montgomery est un personnage de la série télévisée américaine Grey's Anatomy, puis dans son spin-off : Private Practice. C'est une obstétricienne renommée et titulaire. Elle fait sa première apparition dans le final de la saison 1 de Grey's Anatomy quand elle surprend Derek Sheperd et Meredith Grey.
Elle apparaît jusqu'à la saison 3 puis elle y fait des apparitions jusqu'à la saison 8. Ensuite elle part pour Los Angeles dans Private Practice. Certains personnages de Private Practice se trouvent dans Grey's Anatomy pour que l'on comprenne mieux le départ d'Addison.
Elle a été mariée à Derek Shepherd, qu'elle a trompé avec Mark Sloan ce qui a précipité la fin de leur union. Ils ont eu une relation pendant 2 mois mais se sont séparés à cause de son avortement. Elle a par la suite été mariée à Jake Reilly avec qui elle élève son fils adoptif, Henry.

## Histoire du personnage
Le personnage d'Addison Montgomery apparaît dans 171 épisodes de l'univers de Grey's Anatomy: 67 fois dans la série mère et 109 fois dans Private Practice.

### Grey's Anatomy

#### Saison 1
Lors de l'épisode final, Meredith et Derek sont prêts à partir chez eux quand une femme interpelle Derek et se présente comme sa femme. C'est la première apparition d'Addison.

#### Saison 2
Addison est venue à Seattle pour aider Richard sur un cas chirurgical, mais elle tente aussi de récupérer Derek, qui la rejette plusieurs fois. Grâce à une patiente d'Addison et de Meredith, Meredith apprend qu'Addison a trompé Derek avec son meilleur ami, Mark Sloan. Derek doit alors choisir entre Meredith et Addison. Derek ne peut pas quitter Addison, il décide donc de tenter de se réconcilier avec, et de former à nouveau un couple. Mark Sloan arrive au Seattle Grace afin de reconquérir Addison, où il fait la rencontre de Meredith et se fait frapper par Derek au même moment. Addison refuse de repartir avec Mark, après ce qu'elle a fait à Derek.

#### Saison 3
Après un bal au Seattle Grace, Addison découvre une petite culotte dans la poche de son mari. Elle l'accroche sur le panneau d'affichage du service de chirurgie et demande une journée au chef Webber pour boire. Quand Derek va à l'hôtel où elle dort pour lui annoncer qu'il la quitte pour Meredith, il surprend Mark qui sort de la douche. Elle reste tout de même à Seattle, notamment pour soigner « l'inconnue », trouvée par Karev.
À la fin de la saison, elle couche avec Karev avant de partir du Seattle Grace pour aller vivre à Los Angeles, et travailler dans le centre de soin Oceanside.

#### Autres saisons
Addison a quitté la série mais fait quand même des apparitions notamment :
- Saison 4 : pour une consultation sur un bébé mal formé, elle réalise que tout a changé depuis son départ ;
- Saison 5 : lorsque son frère a des kystes dans le cerveau ;
- Saison 6 : pour sauver le bébé de la fille de Mark ;
- Saison 7 : pour opérer Callie, qui est enceinte, après son accident ;
- Saison 8 : dans l'épisode Et si..., une réalité alternative dans laquelle Addison & Derek sont toujours mariés, habitent à Seattle, mais ne s'aiment plus, alors qu'Addison est enceinte mais pas de Derek (ce que ce dernier ignore).

Elle est également mentionnée plusieurs fois :
- Saison 11 : Amelia Shepherd donne de ses nouvelles à Nicole Herman ; Addison est également mentionnée par Amelia comme faisant partie des personnes à l'avoir appelé après la mort de Derek ;
- Saison 16 : Alex Karev dit qu'Addison a écrit une lettre pour défendre Meredith lors de son passage devant le conseil de l'ordre des médecins.
- Saison 18 : Apparition lors de l’épisode 3 pour effectuer la première greffe d’utérus du Grey’s Sloan

### Private Practice

#### Saison 1
Addison démissionne du Seattle Grace et part vivre à Los Angeles. Elle travaille désormais à Oceanside avec sa meilleure amie, Naomi. Addison n'est pas bien accueillie étant donné que l'équipe n'a pas été mise au courant de son embauche. Dès son premier jour, elle doit faire ses preuves avec une patiente.
Lors d'une précédente visite, Addison et Pete se sont embrassés. À son retour, Addison ne cesse de penser à Pete.

#### Saison 2
Addison couvre Naomi lorsqu'elle apprend que le centre a des problèmes financiers. Elle devient par la suite administratrice du cabinet. Addison fait la rencontre de Kevin Nelson, un policier, avec qui elle sort. Lorsqu'elle doit s'occuper d'une patiente, Addison fait la rencontre de Wyatt, un confrère pour qui elle craque, et qu'elle embrasse alors qu'elle sort avec Kevin.
Elle tombe aussi sous le charme de Noah Barnes, avec qui elle entretientune relation très étrange. Elle apprend ensuite qu'il est le mari d'une de ses patientes. Malgré tout, elle ne sait pas comment gérer ça.
Saison 2, épisode 15 : crossover avec Grey's Anatomy : le frère d'Addison a des kystes dans le cerveau.

#### Saison 3
Les riches parents d'Addison arrivent à L.A. en délivrant des secrets importants. Après le départ de Violet et l'abandon de Lucas, Addison retourne avec Pete et se rapproche de Lucas. Malgré cela, Sam & Addison se rendent compte qu'ils ont des sentiments l'un pour l'autre.
Saison 6, Épisode 11 : Crossover avec Grey's Anatomy : Mark Sloan demande l'aide d'Addison pour soigner le bébé de sa fille Sloan.

#### Saison 4
Addison cache sa relation avec Sam au reste de l'équipe, mais l'avoue à Naomi. De nombreux évènements la font réfléchir quant à son envie d'avoir un enfant, ce qui compromet le couple Addison & Sam. Elle tente de lui parler de ce besoin plusieurs fois, mais Sam répond qu'il n'est pas sûr de vouloir être père à nouveau. Naomi a beaucoup de mal à vivre avec leur relation, ce qui entraîne son départ. Addison fait une rencontre au supermarché avec un homme qui l'invite à l'accompagner aux Îles Fidji, mais à l'aéroport, elle fait demi-tour.

#### Saison 5
Dans le premier épisode, Addison, qui a toujours envie d'un bébé, a un rendez-vous avec un spécialiste de la fertilité qui se trouve être Jake Reilly, l'homme du supermarché qu'elle devait rejoindre aux Îles Fidji.
Mais sa vie change. Après avoir essayé plusieurs fois de tomber enceinte, elle adopte un petit Henry qui la rend folle de joie. Aussi, pendant toute la saison, elle jongle entre Sam & Jake. Elle est amoureuse de Sam et de Jake, cependant, Sam est clair, et ne veut pas refonder une famille (mais aime toujours Addison en "secret"). De son côté, Jake est aussi clair, il est attiré par Addison mais il attend qu'elle ait oublié Sam avant de commencer quelque chose avec elle.
Dans le dernier épisode, Addison et Jake commencent une relation, mais Sam la demande en mariage.

#### Saison 6
Lors d'un épisode de la saison 8, Addison réapparait pendant un rêve que fait Meredith. Dans ce rêve Addison est mariée à Derek et est enceinte de Mark. Meredith est fiancée à Alex et celui-ci la trompe avec April. Karev est sur le point de devenir le gendre d'Ellis Grey et de Richard Webber lorsque Cristina, qui n'a aucun ami, le signale à Meredith. Callie est mariée à Owen et ont 3 enfants mais aussi des problèmes de couple à propos de l'Irak. À la fin de l'épisode, tout recommence à zéro. Derek se dispute avec Addison et Meredith n'est plus avec Alex. Ils se retrouvent alors tous les deux dans un bar tandis que Derek offre un verre à Meredith.
Le premier épisode nous apprend qu'Addison a choisi Jake et va rapidement le demander en mariage. Cependant, ce dernier ne lui répond pas immédiatement. Elle réussit à adopter Henry malgré le fait que Jake a eu ses empreintes enregistrées. Au dernier épisode, elle finit par épouser Jake après lui avoir fait une autre demande en mariage (épisode 12).
Elle apprend également que Naomi est tombée enceinte lors de son mariage avec Jake, à la suite d'une aventure avec Sam. Finalement, en poussant Sam à aller voir Naomi, elle leur permet de se réconcilier et de se remarier. Comme cadeau de mariage, elle réalise une vidéo où elle parle de seconde chance.
Épisode 15 : Crossover avec Grey's Anatomy : Cooper, Charlotte et Amélia vont au SGMWH afin d'opérer Erica, la mère de l'enfant de Cooper.